# Pristidactylus torquatus
Pristidactylus torquatus är en ödleart som beskrevs av  Philippi 1861. Pristidactylus torquatus ingår i släktet Pristidactylus och familjen Polychrotidae. IUCN kategoriserar arten globalt som livskraftig. Inga underarter finns listade i Catalogue of Life.